# 영천 영지사 명부전 석조지장시왕상 일괄
영천 영지사 명부전 석조지장시왕상 일괄(永川 靈芝寺 冥府殿 石造地藏十王像 一括)은 대한민국 경상북도 영천시 대창면, 영지사에 있는 불상이다. 2014년 10월 20일 경상북도의 유형문화재 제485호로 지정되었다.

## 개요
영지사 명부전에 모셔진 석조지장시왕상은 모두 31구의 尊像으로 구성되어 있다. 지장보살좌상을 중심으로 왼쪽에 도명존자와 오른쪽에 무독귀왕이 시립한 지장삼존상이 3단으로 구성된 불단 위에 봉안되어 있으며, 불단 좌우측으로는 단을 낮춰서 10구의 시왕상과 동자상 10구가 배치되어 있다. 이어서 시왕상이 위치한 끝단 좌우에는 다시 단을 낮춰서 판관상 2구와 귀왕상 2구, 명부사자상 2구를 배치하였다. 그리고 2구의 금강역사상은 바닥에 놓여 있다.
재질은 모두 佛石으로 시왕상의 수염이나 지물 등에 일부 보수된 흔적이 있으나, 보존 상태는 대체로 양호한 편이다. 조상기가 발견되지 않아 정확한 제작연대를 알 수 없지만 양식적으로 볼 때 17세기 말∼18세기 초반에 조성된 작품으로 추정된다.
현재 총 31구가 남아 있으며, 특히 지장시왕상과 더불어 동자상 10구가 현존하는 것은 매우 이례적인 사례로 조선후기 명부전 불상배치와 불교조각 연구에 매우 귀중한 사례이다.

## 같이 보기
- 영지사

## 참고자료
- 영천 영지사 명부전 석조지장시왕상 일괄 - 국가유산청 국가유산포털